# Triple Feature
Triple Feature es una caja recopilatoria de la cantautora estadounidense Jessica Simpson. Su lanzamiento fue el 3 de noviembre de 2009 por la discográfica Columbia Records, a la cual antiguamente estaba contratada. La caja de tres disco fue lanzado en Norteamérica, Europa y Japón, e incluyó todos los álbumes de estudio de Simpson de los años 1999 a 2003. La portada del álbum consistía en un collage de las portadas de discos, alojados en una caja de oro. 

## Antecedentes
El 6 de septiembre de 2009, la web oficial de la compañía discográfica, Columbia Records, que lanzaría un sistema de la caja de tres álbumes de estudio de la cantante..

## Lista de canciones

### Sweet Kisses
| N.º | Título                                    | Escritor(es)                                            | Duración |  |
| 1.  | «I Wanna Love You Forever»                | Louis Biancaniello, Sam Watters                         | 4:20     |  |
| 2.  | «I Think I'm In Love With You»            | John Mellencamp, Cory Rooney, Dan Shea                  | 3:18     |  |
| 3.  | «Where You Are» (Featuring Nick Lachey)   | Biancaniello, Nick Lachey, Manto Stamatopoulou, Watters | 4:30     |  |
| 4.  | «Final Heartbreak»                        | Eric Foster White                                       | 3:40     |  |
| 5.  | «Woman in Me» (Featuring Destiny's Child) | A. Bagge, M. Beckman                                    | 3:51     |  |
| 6.  | «I've Got My Eyes on You»                 | J. Aberg, P. Reins                                      | 3:35     |  |
| 7.  | «Betcha She Don't Love You»               | E. Rogers, Carl Sturken                                 | 4:14     |  |
| 8.  | «My Wonderful»                            | L. Jones, D. Sills                                      | 4:14     |  |
| 9.  | «Sweet Kisses»                            | A. Goldmark, J.D. Hicks, J. Houston                     | 3:23     |  |
| 10. | «Your Faith in Me»                        | Dave DeViller, Sean Hosein, Lacy                        | 4:24     |  |
| 11. | «Heart of Innocence»                      | G. Baker, P. Carpenter, F.J. Meyers, Jessica Simpson    | 4:56     |  |

### Irresistible
| N.º | Título                               | Escritor(es)                                                | Productor                          | Duración |  |
| 1.  | «Irresistible»                       | Anders Bagge, Arnthor Birgisson, Pamela Sheyne              | Anders Bagge, Arnthor Birgisson    | 3:13     |  |
| 2.  | «A Little Bit»                       | Kara DioGuardi, Steve Morales, David Siegel                 | Steve Morales, Ric Wake            | 3:47     |  |
| 3.  | «Forever in Your Eyes»               | Nick Lachey, Rhett Lawrence                                 | Rhett Lawrence                     | 3:38     |  |
| 4.  | «There You Were» (with Marc Anthony) | Louis Biancaniello, Sam Watters, Ty Lacy                    | Louis Biancaniello, Sam Watters    | 4:25     |  |
| 5.  | «What's It Gonna Be»                 | Kandice Love, Troy Oliver                                   | Cory Rooney, Troy Oliver, Ric Wake | 4:41     |  |
| 6.  | «When You Told Me You Loved Me»      | Walter Afanasieff, Billy Mann                               | Walter Afanasieff                  | 3:48     |  |
| 7.  | «Hot Like Fire»                      | Cory Rooney                                                 | Cory Rooney                        | 4:17     |  |
| 8.  | «Imagination»                        | Fred Jerkins III, LaShawn Daniels, Mischke, Rodney Jerkins  | Rodney Jerkins                     | 4:25     |  |
| 9.  | «To Fall in Love Again»              | Nick Lachey, Walter Afanasieff                              | Walter Afanasieff                  | 4:57     |  |
| 10. | «For Your Love»                      | Louis Biancaniello, Sam Watters                             | Louis Biancaniello, Sam Watters    | 4:20     |  |
| 11. | «I Never»                            | Fred Jerkins III, LaShawn Daniels, Rodney Jerkins           | Rodney Jerkins                     | 4:34     |  |
| 12. | «His Eye Is on the Sparrow»          | Lari Goss, Charles Hutchison Gabriel, Civilla Durfee Martin | Cory Rooney                        | 4:37     |  |

### In This Skin
| N.º | Título                     | Duración |  |
| 1.  | «Sweetest Sin»             | 3:14     |  |
| 2.  | «With You»                 | 3:12     |  |
| 3.  | «My Way Home»              | 3:13     |  |
| 4.  | «I Have Loved You»         | 4:45     |  |
| 5.  | «Forbidden Fruit»          | 3:30     |  |
| 6.  | «Everyday See You»         | 4:18     |  |
| 7.  | «Underneath»               | 4:02     |  |
| 8.  | «You Don't Have to Let Go» | 3:43     |  |
| 9.  | «Loving You»               | 3:31     |  |
| 10. | «In This Skin»             | 4:18     |  |
| 11. | «Be»                       | 4:11     |  |